# Veracrucito
Veracrucito är en ort i Mexiko.   Den ligger i kommunen Tecamachalco och delstaten Puebla, i den sydöstra delen av landet, 150 km öster om huvudstaden Mexico City. Veracrucito ligger 1 985 meter över havet och antalet invånare är 749.
Terrängen runt Veracrucito är platt norrut, men söderut är den kuperad. Runt Veracrucito är det ganska tätbefolkat, med 239 invånare per kvadratkilometer. Närmaste större samhälle är Tecamachalco, 7,5 km nordost om Veracrucito. Trakten runt Veracrucito består till största delen av jordbruksmark.